# Oventje
Oventje (dialect: Uiventje) is een buurtschap bij het dorp Zeeland in de Noord-Brabantse gemeente Maashorst. Het bestaat uit enkele tientallen huizen en boerderijen. Op 1 januari 2023 telde het Oventje 500 inwoners, op een oppervlakte van 2,37 km². 
Het Oventje heeft een eigen bebouwde kom die wordt aangegeven met blauwe plaatsnaamborden. Voor de BAG is het Oventje echter geen eigen 'woonplaats' en wordt het onder de woonplaats Zeeland geschaard.

## Geschiedenis

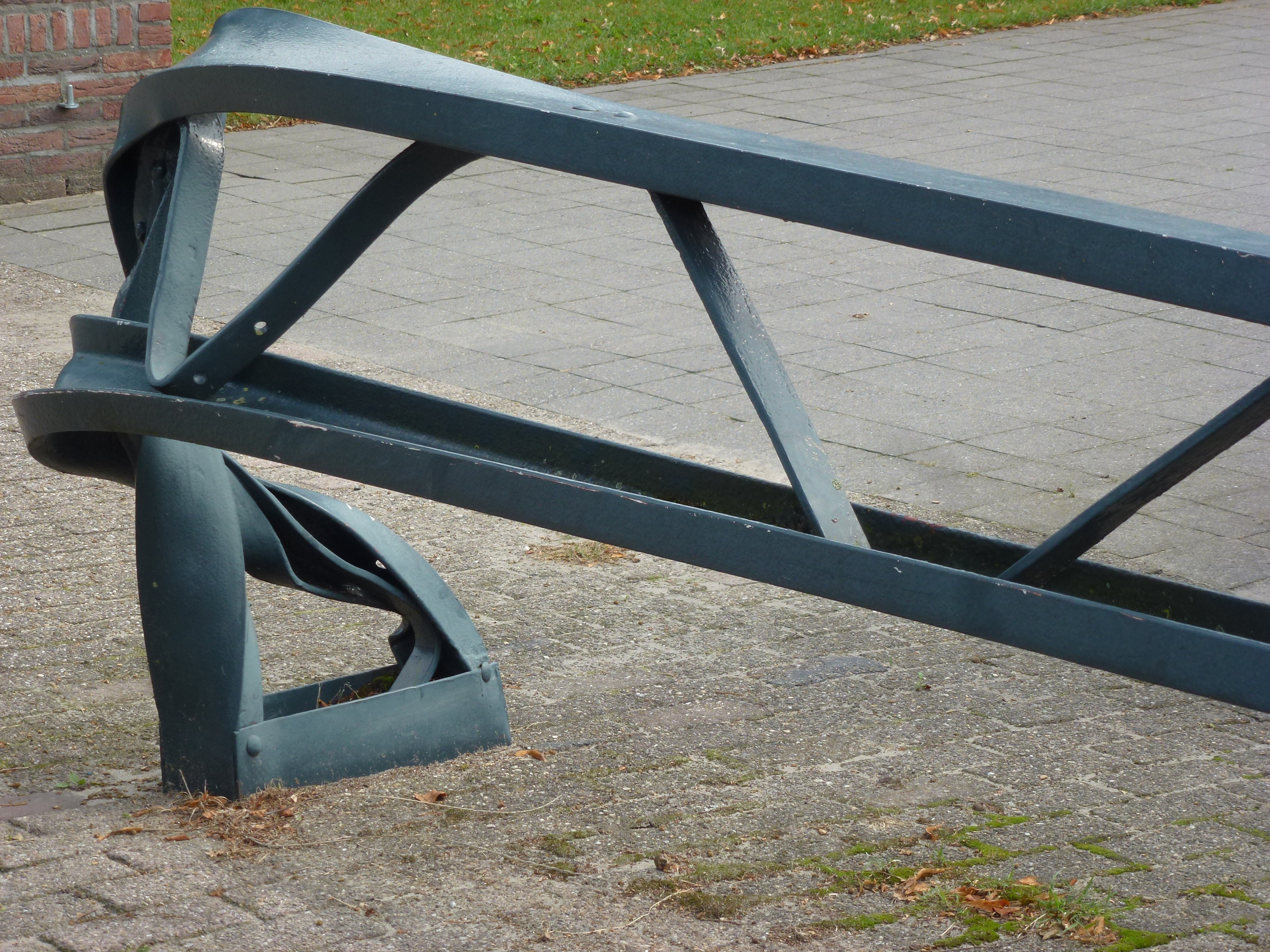
Detail van de elektriciteitsmast, geknakt tijdens de storm van 1925

In 1982 werden de overblijfselen van de middeleeuwse steenoven gevonden waaraan het dorp waarschijnlijk zijn naam dankt. Tussen 1828 en 2022 had Oventje een eigen lagere school. Op 10 augustus 1925 werd het getroffen door een storm die over Nederland trok. Aan de stormramp herinnert een geheel verwrongen metalen elektriciteitspaal in de straat Voor-Oventje. Er is een plaquette op aangebracht ter herinnering aan het bezoek dat Koningin Wilhelmina op 18 augustus 1925 uit medeleven aan de getroffenen bracht. Deze paal werd in 2006 gerestaureerd en opnieuw als gedenkteken ingewijd. De Sint Victor korenmolen stond tot 1938 in Veghel. Hij werd in dat jaar naar Oventje verplaatst om een in 1925 door de storm vernielde molen te vervangen.
In 2004 werd in de buurtschap een Mariakapel gebouwd, en in 2010 kwam er een gedichtenroute.

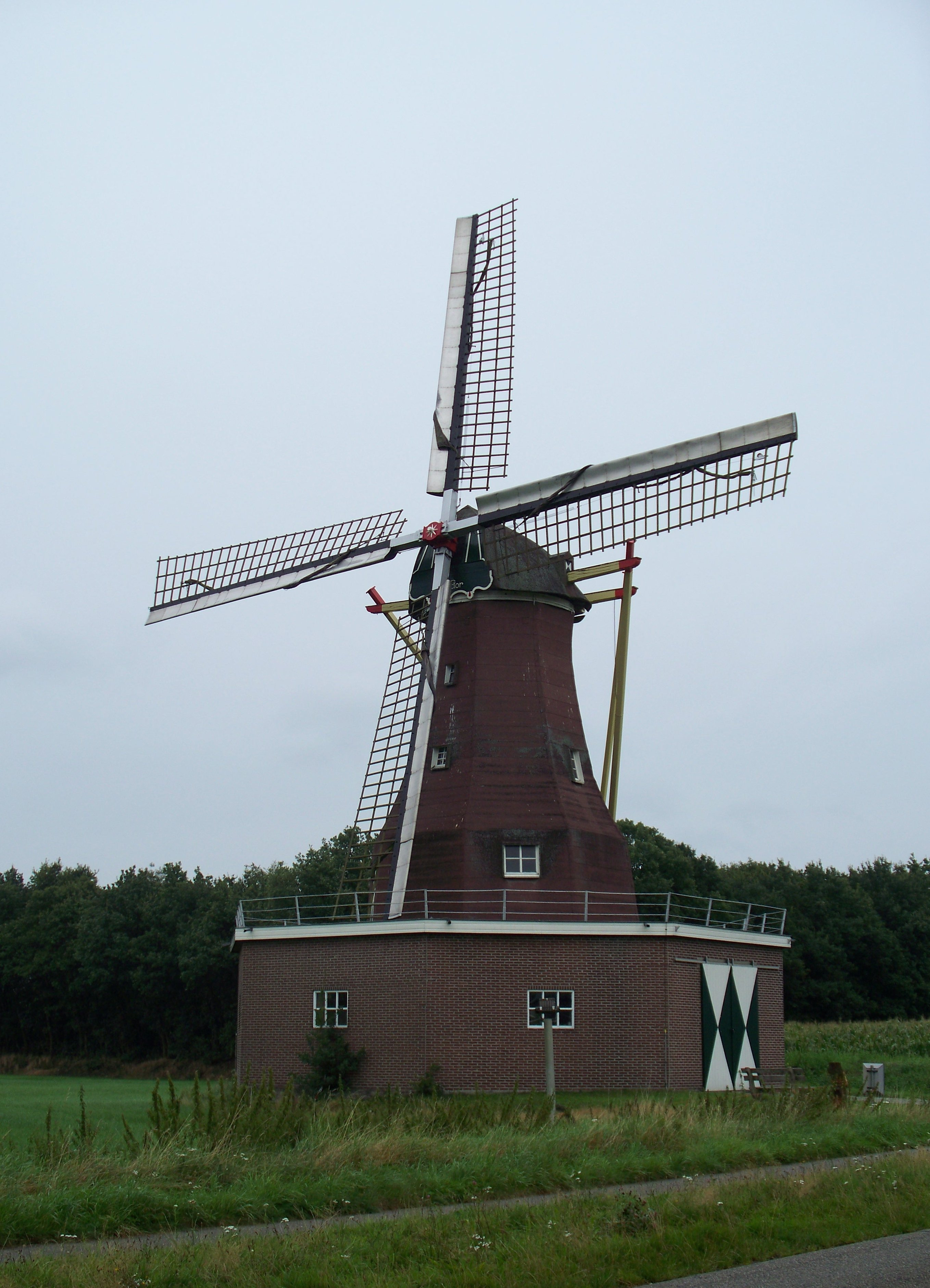
Sint Victor, de molen van Oventje

## Bevolkingsontwikkeling
| Jaar | Aantal inwoners |
| ---- | --------------- |
| 2010 | 495             |
| 2017 | 455             |
| 2018 | 470             |
| 2019 | 480             |
| 2020 | 480             |
| 2021 | 470             |
| 2022 | 480             |
| 2023 | 500             |

## Verenigingen
- Voetbalvereniging VCO Voetbal Club Oventje

## Aangrenzende plaatsen
| Aangrenzende plaatsen | Aangrenzende plaatsen | Aangrenzende plaatsen | Aangrenzende plaatsen | Aangrenzende plaatsen |
| --------------------- | --------------------- | --------------------- | --------------------- | --------------------- |
|                       |                       | Zeeland               |                       |                       |
|                       |                       |                       |                       |                       |
|                       |                       |                       |                       |                       |
|                       |                       |                       |                       |                       |
| Uden                  |                       | Volkel                |                       |                       |